# Gare de Varzo
,
La gare de Varzo est une gare ferroviaire située sur le territoire de la commune italienne de Varzo dans la province de Verbano-Cusio-Ossola, dans la région de Piémont.

## Situation ferroviaire
Établie à 529,4 mètres d'altitude, la gare d'Varzo est située au point kilométrique 12,555 de la ligne de Brigue à Domodossola, entre les gares de Iselle di Trasquera et de Preglia (en direction de Domodossola).
La gare de Varzo est dotée de trois voies dont deux sont encadrées par deux quais latéraux. Il y a également deux voies de service en impasse accessibles en provenance d'Iselle di Trasquera.

## Service des voyageurs

### Accueil
Gare de Ferrovie dello Stato Italiane, elle est dotée d'un bâtiment voyageurs. La gare n'est pas accessible aux personnes à mobilité réduite et le passage d'un quai à l'autre se fait en traversant les voies sur un passage prévu à cet effet.

### Desserte
La gare de Varzo a la particularité d'être uniquement desservie par des trains RegioExpress exploités par l'opérateur ferroviaire suisse BLS. Ces trains relient généralement Berne, Spiez ou Brigue à Domodossola et circulent toutes les heures ou toutes les deux heures suivant le moment de la journée.
- (Berne - Thoune - Spiez - Frutigen - Kandersteg - Goppenstein -) Brigue  - Iselle di Trasquera - Varzo (- Preglia) - Domodossola.

### Intermodalité
La gare de Varzo est en correspondance avec la ligne Pronto Bus reliant la gare de Varzo à la station de sports d'hiver de San Domenico ainsi que la ligne de Varzo à Domodossola exploitée par Comazzi.